# Барон Джойси
Барон Джойси из Честер-ле-Стрит в графстве Дарем — наследственный титул в системе Пэрства Соединенного Королевства. Он был создан 13 января 1906 года для угольного магната и либерального политика, сэра Джеймса Джойси, 1-го баронета (1846—1936). Он заседал в Палате общин Великобритании от Честера-ле-Стрита (1885—1906). 3 июля 1893 года для него уже был создан титул баронета из Лонгерста и Улгхэма в графстве Нортумберленд (Баронетство Соединенного Королевства). Его преемником стал его старший сын, Джеймс Артур Джойси, 2-й барон Джойси (1880—1940). Он был высшим шерифом графства Дарем в 1910 году. Ему наследовал его младший брат, Хью Эдвард Джойси, 3-й барон Джойси (1881—1966). Его преемником стал его второй сын, Майкл Эдвард Джойси, 4-й барон Джойси (1925—1993).
По состоянию на 2025 год носителем титула являлся старший сын последнего, Джеймс Майкл Джойси, 5-й барон Джойси (род. 1953), который стал преемником своего отца в 1993 году.
Джон Джойси (1816—1881), дядя первого барона, был либеральным политиком и угольным магнатом. Заседал в Палате общин от Северного Дарема (1880—1881).
Семейная резиденция — Этал Манор в Замок Форд и Замок Итал.

## Бароны Джойси (1906)
- 1906—1936: Джеймс Джойси, 1-й барон Джойси (4 апреля 1846 — 21 ноября 1936), сын Джорджа Джойси (1813—1856)[1];
- 1936—1940: Джеймс Артур Джойси, 2-й барон Джойси (1 мая 1880 — 24 июля 1940), старший сын предыдущего от первого брака[2];
- 1940—1966: Подполковник Хью Эдвард Джойси, 3-й барон Джойси (21 ноября 1881 — 14 октября 1966), второй сын 1-го барона, младший брат предыдущего[3];
- 1966—1993: Майкл Эдвард Джойси, 4-й барон Джойси (28 февраля 1925—1993), младший (второй) сын предыдущего[4];
- 1993 — настоящее время: Джеймс Майкл Джойси, 5-й барон Джойси (род. 28 июня 1953), старший сын предыдущего[5];
  - Наследник титула: достопочтенный Уильям Джеймс Джойси (род. 21 мая 1990), старший сын предыдущего[6].